# Золотухинский район
Золоту́хинский райо́н — административно-территориальная единица (район) и муниципальное образование (муниципальный район) в Курской области России.
Административный центр — посёлок городского типа Золотухино.

## География
Район расположен в северной части Курской области. Граничит с Поныровским, Фатежским, Курским, Щигровским районами Курской области, а также с Орловской областью. Протяжённость района с севера на юг 44 км, с запада на восток — 40 км. Площадь — 1157 км² (10-е место среди районов), что составляет 3,7 % территории области.
Основные реки — Снова, Тускарь.
Климат Золотухинского района умеренно континентальный, с недостаточным увлажнением. Средняя температура воздуха в райцентре зимой −7…−9 °C, летом воздух прогревается до +20…+22 °C. Начало зимы обычно отмечено пасмурной и сырой погодой, нередок дождь или снег с дождем. Снежный покров редко появляется раньше середины декабря. Зима продолжительная, до конца марта, с частыми оттепелями.

## История
В 1928 году в составе Курского округа Центрально-Чернозёмной области был образован Свободинский район с центром в местечке Свобода. В 1929 году центр района был перенесён в Золотухино, а район переименован в Золотухинский. В 1934 году район вошёл в состав новообразованной Курской области.

## Население
| 2002    | 2004    | 2007    | 2009    | 2010    | 2011    | 2012    | 2013    | 2014    |
| ------- | ------- | ------- | ------- | ------- | ------- | ------- | ------- | ------- |
| 26 800  | ↘26 100 | ↘23 942 | ↘23 602 | ↘22 914 | ↘22 823 | ↘22 622 | ↘22 500 | ↘22 422 |
| 2015    | 2016    | 2017    | 2018    | 2019    | 2020    | 2021    | 2024    |         |
| ↘22 254 | ↘22 059 | ↘21 751 | ↘21 413 | ↘20 967 | ↘20 521 | ↗21 151 | ↘20 064 |         |

### Урбанизация
Городское население (пгт Золотухино) составляет 22.36 % от всего населения района.

### Национальный состав
По итогам переписи населения 2020 года проживали следующие национальности (национальности менее 0,1 % и другое, см. в сноске к строке «Другие»):
| Национальность | Численность, чел. | Доля     |
| -------------- | ----------------- | -------- |
| Русские        | 20 170            | 95,36 %  |
| Турки          | 173               | 0,82 %   |
| Армяне         | 130               | 0,61 %   |
| Украинцы       | 97                | 0,46 %   |
| Азербайджанцы  | 24                | 0,11 %   |
| Другие         | 557               | 2,64 %   |
| Итого          | 21 151            | 100,00 % |

## Административное деление
Золотухинский район как административно-территориальная единица включает 19 сельсоветов и 1 рабочий посёлок.
В рамках организации местного самоуправления в муниципальный район входят 10 муниципальных образований, в том числе 1 городское и 9 сельских поселений:
| №        | Муниципальное образование | Административный центр     | Количество населённых пунктов | Население (чел.) | Площадь (км²) |
| -------- | ------------------------- | -------------------------- | ----------------------------- | ---------------- | ------------- |
| 1e-06    | Городские поселения:      |                            |                               |                  |               |
| 1        | посёлок Золотухино        | рабочий посёлок Золотухино | 1                             | ↗4487            | 6,34          |
| 1.000002 | Сельские поселения:       |                            |                               |                  |               |
| 2        | Ануфриевский сельсовет    | село 2-я Казанка           | 34                            | ↗1299            | 262,36        |
| 3        | Апальковский сельсовет    | деревня Апальково          | 4                             | ↗452             | 53,19         |
| 4        | Будановский сельсовет     | деревня Будановка          | 24                            | ↘3088            | 233,39        |
| 5        | Дмитриевский сельсовет    | село Дмитриевка            | 27                            | ↗1061            | 213,87        |
| 6        | Донской сельсовет         | рабочий посёлок Золотухино | 25                            | ↘2205            | 154,27        |
| 7        | Новоспасский сельсовет    | село 1-е Новоспасское      | 5                             | ↗968             | 59,14         |
| 8        | Свободинский сельсовет    | местечко Свобода           | 7                             | ↗3338            | 70,35         |
| 9        | Солнечный сельсовет       | посёлок Солнечный          | 1                             | ↘2246            | 3,07          |
| 10       | Тазовский сельсовет       | село Тазово                | 9                             | ↗2007            | 101,31        |

В ходе муниципальной реформы 2006 года в составе новообразованного муниципального района законом Курской области от 21 октября 2004 года были созданы 20 муниципальных образований, в том числе одно городское поселение (в рамках рабочего посёлка) и 19 сельских поселений (в границах сельсоветов).
Законом Курской области от 26 апреля 2010 года был упразднён ряд сельских поселений: Воробьёвский, Гремяченский и Шестопаловский сельсоветы (включены в Будановский сельсовет); Седмиховский, Бело-Колодезский (до апреля 2006 года — Бело-Колодезский) и Вереитиновский сельсоветы (включены в Ануфриевский сельсовет); Революционный и Фентисовский сельсоветы (включены в Донской сельсовет); Зиборовский и Сергиевский сельсоветы (включены в Дмитриевский сельсовет). Соответствующие сельсоветы как административно-территориальные единицы упразднены не были.

## Населённые пункты
В Золотухинском районе 137 населённых пунктов, в том числе один городской (рабочий посёлок) и 136 сельских населённых пунктов.
| №   | Населённый пункт        | Тип             | Население | Муниципальное образование |
| --- | ----------------------- | --------------- | --------- | ------------------------- |
| 1   | Александровка           | деревня         | ↘22       | Будановский сельсовет     |
| 2   | Александровка           | деревня         | ↘30       | Дмитриевский сельсовет    |
| 3   | Ануфриевка              | село            | ↘73       | Ануфриевский сельсовет    |
| 4   | Апальково               | деревня         | ↘193      | Апальковский сельсовет    |
| 5   | Барбинка                | деревня         | ↘14       | Дмитриевский сельсовет    |
| 6   | Басово                  | деревня         | ↘9        | Ануфриевский сельсовет    |
| 7   | Батурино                | деревня         | ↘11       | Будановский сельсовет     |
| 8   | Батуровка               | деревня         | ↘41       | Донской сельсовет         |
| 9   | Белый Колодезь          | село            | ↘112      | Ануфриевский сельсовет    |
| 10  | Бесединка               | деревня         | ↘12       | Ануфриевский сельсовет    |
| 11  | Боево                   | село            | ↘341      | Донской сельсовет         |
| 12  | Бугры                   | хутор           | ↘6        | Ануфриевский сельсовет    |
| 13  | Будановка               | деревня         | ↘1889     | Будановский сельсовет     |
| 14  | Буклята                 | деревня         | ↘115      | Донской сельсовет         |
| 15  | Букреевка               | деревня         | ↘1        | Ануфриевский сельсовет    |
| 16  | Букреевка               | деревня         | ↘80       | Донской сельсовет         |
| 17  | Бурцева                 | хутор           | ↘6        | Дмитриевский сельсовет    |
| 18  | Верхнее Шеховцово       | деревня         | ↘23       | Дмитриевский сельсовет    |
| 19  | Винокурня               | деревня         | ↘3        | Будановский сельсовет     |
| 20  | Гремячка                | село            | ↘279      | Будановский сельсовет     |
| 21  | Гусинка                 | деревня         | ↘6        | Будановский сельсовет     |
| 22  | Демякино                | деревня         | ↘136      | Будановский сельсовет     |
| 23  | Дерлово                 | деревня         | ↘179      | Новоспасский сельсовет    |
| 24  | Дмитриевка              | село            | ↘149      | Дмитриевский сельсовет    |
| 25  | Долгое                  | село            | ↘245      | Свободинский сельсовет    |
| 26  | Донское                 | село            | ↘149      | Донской сельсовет         |
| 27  | Дубовец                 | деревня         | ↘66       | Свободинский сельсовет    |
| 28  | Жерновец                | деревня         | ↘874      | Тазовский сельсовет       |
| 29  | Жерновецкие Выселки     | деревня         | ↘1        | Тазовский сельсовет       |
| 30  | Жизлово                 | деревня         | ↘21       | Дмитриевский сельсовет    |
| 31  | Загатное                | деревня         | ↘20       | Донской сельсовет         |
| 32  | Залесье                 | деревня         | ↘40       | Ануфриевский сельсовет    |
| 33  | Зиборово                | деревня         | ↘156      | Дмитриевский сельсовет    |
| 34  | Золотухино              | рабочий посёлок | ↗4487     | посёлок Золотухино        |
| 35  | Ивановка                | деревня         | ↘75       | Ануфриевский сельсовет    |
| 36  | Каменка                 | хутор           | ↘0        | Ануфриевский сельсовет    |
| 37  | Коврашовка              | деревня         | ↘24       | Будановский сельсовет     |
| 38  | Кондринка               | деревня         | ↘29       | Ануфриевский сельсовет    |
| 39  | Кононыхинка             | деревня         | ↘14       | Ануфриевский сельсовет    |
| 40  | Кононыхино              | деревня         | ↘90       | Апальковский сельсовет    |
| 41  | Коптевка                | село            | ↘79       | Ануфриевский сельсовет    |
| 42  | Коронино                | село            | ↘54       | Донской сельсовет         |
| 43  | Косогор                 | деревня         | ↘29       | Донской сельсовет         |
| 44  | Кузьминка               | деревня         | ↘146      | Будановский сельсовет     |
| 45  | Лиман                   | деревня         | ↘105      | Донской сельсовет         |
| 46  | Луганка                 | деревня         | ↘63       | Будановский сельсовет     |
| 47  | Луги                    | деревня         | ↘22       | Ануфриевский сельсовет    |
| 48  | Лутовка                 | деревня         | ↘15       | Ануфриевский сельсовет    |
| 49  | Мартьяновка             | деревня         | ↘8        | Ануфриевский сельсовет    |
| 50  | Марфинка                | деревня         | ↘46       | Ануфриевский сельсовет    |
| 51  | Марфинские Выселки      | хутор           | ↘14       | Ануфриевский сельсовет    |
| 52  | Матвеевка               | деревня         | ↘3        | Ануфриевский сельсовет    |
| 53  | Матвеевка               | деревня         | ↘72       | Донской сельсовет         |
| 54  | Мешково                 | деревня         | ↘59       | Тазовский сельсовет       |
| 55  | Михайловка              | деревня         | ↘5        | Донской сельсовет         |
| 56  | Можаевка                | деревня         | ↘17       | Ануфриевский сельсовет    |
| 57  | Мощенка                 | деревня         | ↘55       | Будановский сельсовет     |
| 58  | Мужланово               | село            | ↘78       | Ануфриевский сельсовет    |
| 59  | Некрасово               | деревня         | ↘9        | Донской сельсовет         |
| 60  | Нижнее Упалое           | деревня         | ↘6        | Донской сельсовет         |
| 61  | Нижнее Шеховцово        | деревня         | ↘24       | Дмитриевский сельсовет    |
| 62  | Нижний Даймен           | село            | ↘64       | Ануфриевский сельсовет    |
| 63  | Нижний Штевец           | деревня         | ↘33       | Ануфриевский сельсовет    |
| 64  | Николаевка              | село            | →53       | Донской сельсовет         |
| 65  | Никольское              | село            | ↘115      | Тазовский сельсовет       |
| 66  | Никулино                | деревня         | ↘433      | Свободинский сельсовет    |
| 67  | Новая Слободка          | деревня         | ↘116      | Будановский сельсовет     |
| 68  | Новокоронинские Выселки | хутор           | ↘6        | Донской сельсовет         |
| 69  | Новый Сухоребрик        | деревня         | ↘16       | Будановский сельсовет     |
| 70  | Озерово                 | деревня         | ↘77       | Будановский сельсовет     |
| 71  | Оклино                  | деревня         | ↘37       | Дмитриевский сельсовет    |
| 72  | Останкова               | деревня         | ↘27       | Дмитриевский сельсовет    |
| 73  | Переверзево             | деревня         | ↘19       | Тазовский сельсовет       |
| 74  | Петровский              | хутор           | →0        | Донской сельсовет         |
| 75  | Печки                   | деревня         | ↘51       | Дмитриевский сельсовет    |
| 76  | Подазовка               | деревня         | ↗186      | Свободинский сельсовет    |
| 77  | Поймёново               | деревня         | ↘157      | Апальковский сельсовет    |
| 78  | Понаринка               | деревня         | ↘6        | Ануфриевский сельсовет    |
| 79  | Посашки                 | деревня         | ↘7        | Дмитриевский сельсовет    |
| 80  | Прилепы                 | деревня         | ↘8        | Тазовский сельсовет       |
| 81  | Пузановка               | деревня         | ↘15       | Ануфриевский сельсовет    |
| 82  | Революционное           | деревня         | ↘167      | Донской сельсовет         |
| 83  | Редькино                | хутор           | →4        | Ануфриевский сельсовет    |
| 84  | Реутово                 | деревня         | ↘228      | Донской сельсовет         |
| 85  | Ржавая Плота            | деревня         | ↘8        | Ануфриевский сельсовет    |
| 86  | Рогозинка               | деревня         | ↘43       | Ануфриевский сельсовет    |
| 87  | Родительское            | деревня         | ↘33       | Дмитриевский сельсовет    |
| 88  | Свобода                 | местечко        | ↘2256     | Свободинский сельсовет    |
| 89  | Седмиховка              | деревня         | ↘237      | Ануфриевский сельсовет    |
| 90  | Сергеевка               | деревня         | ↘219      | Ануфриевский сельсовет    |
| 91  | Сергиевское             | село            | ↘200      | Дмитриевский сельсовет    |
| 92  | Слободка                | деревня         | ↘18       | Ануфриевский сельсовет    |
| 93  | Солнечный               | посёлок         | ↘2246     | Солнечный сельсовет       |
| 94  | Сороковые Дворы         | деревня         | ↘41       | Дмитриевский сельсовет    |
| 95  | Старосельцево           | село            | ↘9        | Дмитриевский сельсовет    |
| 96  | Старый Сухоребрик       | деревня         | ↘20       | Будановский сельсовет     |
| 97  | Степь                   | хутор           | ↘8        | Донской сельсовет         |
| 98  | Тазово                  | село            | ↘614      | Тазовский сельсовет       |
| 99  | Телегино                | деревня         | ↘29       | Дмитриевский сельсовет    |
| 100 | Терепша                 | деревня         | ↘95       | Тазовский сельсовет       |
| 101 | Тишино                  | деревня         | ↗230      | Донской сельсовет         |
| 102 | Умеренково              | деревня         | ↘27       | Апальковский сельсовет    |
| 103 | Фёдоровка               | деревня         | ↘11       | Дмитриевский сельсовет    |
| 104 | Фентисово               | село            | ↘400      | Донской сельсовет         |
| 105 | Халтурино               | деревня         | ↘63       | Донской сельсовет         |
| 106 | Хворостово              | деревня         | ↘36       | Дмитриевский сельсовет    |
| 107 | Хутарка                 | деревня         | ↘61       | Донской сельсовет         |
| 108 | Чаплыгино               | деревня         | ↘46       | Донской сельсовет         |
| 109 | Чурилово                | деревня         | ↘52       | Будановский сельсовет     |
| 110 | Шестопалово             | село            | ↘95       | Будановский сельсовет     |
| 111 | Шумская                 | деревня         | ↘73       | Дмитриевский сельсовет    |
| 112 | Шумская                 | деревня         | ↘26       | Тазовский сельсовет       |
| 113 | Щурово                  | деревня         | ↘310      | Донской сельсовет         |
| 114 | 1-е Боево               | деревня         | ↘6        | Дмитриевский сельсовет    |
| 115 | 1-е Вереитиново         | деревня         | ↘31       | Ануфриевский сельсовет    |
| 116 | 1-е Конево              | деревня         | ↘72       | Дмитриевский сельсовет    |
| 117 | 1-е Новоспасское        | село            | ↗397      | Новоспасский сельсовет    |
| 118 | 1-е Скородное           | деревня         | ↘127      | Новоспасский сельсовет    |
| 119 | 1-е Уколово             | деревня         | ↘16       | Будановский сельсовет     |
| 120 | 1-я Воробьёвка          | деревня         | ↘140      | Будановский сельсовет     |
| 121 | 1-я Гусиновка           | деревня         | ↘94       | Будановский сельсовет     |
| 122 | 1-я Казанка             | село            | ↘119      | Ануфриевский сельсовет    |
| 123 | 1-я Сухая Неполка       | деревня         | ↘14       | Дмитриевский сельсовет    |
| 124 | 2-е Боево               | деревня         | ↘13       | Дмитриевский сельсовет    |
| 125 | 2-е Вереитиново         | деревня         | ↘35       | Ануфриевский сельсовет    |
| 126 | 2-е Конево              | деревня         | ↘126      | Дмитриевский сельсовет    |
| 127 | 2-е Новоспасское        | деревня         | ↘29       | Новоспасский сельсовет    |
| 128 | 2-е Скородное           | деревня         | ↘164      | Новоспасский сельсовет    |
| 129 | 2-е Уколово             | деревня         | ↘12       | Будановский сельсовет     |
| 130 | 2-я Воробьёвка          | деревня         | ↘116      | Свободинский сельсовет    |
| 131 | 2-я Гусиновка           | деревня         | ↘156      | Будановский сельсовет     |
| 132 | 2-я Казанка             | село            | ↘273      | Ануфриевский сельсовет    |
| 133 | 2-я Сухая Неполка       | деревня         | ↘14       | Дмитриевский сельсовет    |
| 134 | 3-е Конево              | деревня         | ↘26       | Дмитриевский сельсовет    |
| 135 | 3-е Уколово             | село            | ↘41       | Свободинский сельсовет    |
| 136 | 3-я Воробьёвка          | деревня         | ↗11       | Будановский сельсовет     |
| 137 | 4-е Уколово             | деревня         | ↘32       | Будановский сельсовет     |

## Транспорт
Через район проходят Московская железная дорога (участок протяжённостью 34 км с двумя товарными конторами в п. Золотухино и ст. Свобода), нефтепровод.

## Культура
- В селе первая Казанка Золотухинского района родился Сергей Арсентьевич Гуляев (18 сентября 1918 — 3 апреля 2000, Санкт Петербург) — советский военачальник, генерал-полковник авиации, военный лётчик, герой Великой Отечественной войны, Герой Советского Союза, командующий ВВС Балтийского флота, кандидат военных наук. Звания Героя Советского Союза был удостоен в должности командира эскадрильи 46-го штурмового авиационного полка 14-й смешанной авиационной дивизии Военно-воздушных сил Северного флота, капитан. К этому моменту совершил 15 боевых вылетов, имел на личном счету 6 потопленных плавсредств противника.
- Из села Казанка Золотухинского района происходит учёный и писатель, кандидат искусствоведческих наук, профессор Анатолий Иванович Коваленко (род. 1949).
- В Воробьёвке на реке Тускарь находится имение поэта А. А. Фета.
- В совхозе «Казанский» жил и работал участник Великой Отечественной войны, орденоносец — Коваленко Иван Захарович (1925—2003)[25]

## Археология
В 1965 году около деревни 2-я Воробьёвка школьники нашли клад дирхамов с младшей монетой Мансура ибн Нуха (975—976 годы). В 1968 году С. С. Ширинский нашёл украшения, в том числе элитного для северян характера (серебряное семилучевое височное кольцо) и бочонковидную гирьку.